# Montbrand
Montbrand est une commune française située dans le département des Hautes-Alpes, en région Provence-Alpes-Côte d'Azur.

## Géographie
Montbrand est une commune du sud-ouest du département des Hautes-Alpes, accessible par la route départementale 28, depuis La Faurie, à l'est, et depuis La Haute-Beaume, à l'ouest. Le village, situé à 980 m d'altitude, est au creux de la vallée de l'Aiguebelle, cours d'eau de 12 km, affluent du Buëch. La vallée traverse la commune dans le sens nord-ouest/sud-est. Le relief du reste de la commune, tant au nord, qu'au sud, culmine entre 1 200 et 1 300 m d'altitude.
Ses communes limitrophes sont :
| Boulc           |           | Saint-Julien-en-Beauchêne |
| Val-Maravel     | Montbrand |                           |
| La Haute-Beaume | La Beaume | La Faurie                 |

## Toponymie
Le nom de la localité est attesté sous la forme Momhram en 1150 dans le cartulaire de l'abbaye de Durbon. Nous le retrouvons sous les formes Mont Brant, Mont Bran, Mont brandus[réf. nécessaire]

### Climat
Pour des articles plus généraux, voir Climat de Provence-Alpes-Côte d'Azur et Climat des Hautes-Alpes.
En 2010, le climat de la commune est de type climat méditerranéen altéré, selon une étude du Centre national de la recherche scientifique s'appuyant sur une série de données couvrant la période 1971-2000. En 2020, Météo-France publie une typologie des climats de la France métropolitaine dans laquelle la commune est exposée à un climat de montagne ou de marges de montagne et est dans la région climatique Alpes du sud, caractérisée par une pluviométrie annuelle de 850 à 1 000 mm, minimale en été.
Pour la période 1971-2000, la température annuelle moyenne est de 8,6 °C, avec une amplitude thermique annuelle de 16,7 °C. Le cumul annuel moyen de précipitations est de 1 011 mm, avec 8,6 jours de précipitations en janvier et 5,5 jours en juillet. Pour la période 1991-2020, la température moyenne annuelle observée sur la station météorologique de Météo-France la plus proche, « La Faurie », sur la commune de La Faurie à 5 km à vol d'oiseau, est de 9,6 °C et le cumul annuel moyen de précipitations est de 950,8 mm. 
La température maximale relevée sur cette station est de 37,9 °C, atteinte le 23 août 2023 ; la température minimale est de −21,4 °C, atteinte le 14 février 1999,,.
Les paramètres climatiques de la commune ont été estimés pour le milieu du siècle (2041-2070) selon différents scénarios d'émission de gaz à effet de serre à partir des nouvelles projections climatiques de référence DRIAS-2020. Ils sont consultables sur un site dédié publié par Météo-France en novembre 2022.

## Urbanisme

### Typologie
Au 1er janvier 2024, Montbrand est catégorisée commune rurale à habitat très dispersé, selon la nouvelle grille communale de densité à 7 niveaux définie par l'Insee en 2022.
Elle est située hors unité urbaine et hors attraction des villes,.

### Occupation des sols
L'occupation des sols de la commune, telle qu'elle ressort de la base de données européenne d’occupation biophysique des sols Corine Land Cover (CLC), est marquée par l'importance des forêts et milieux semi-naturels (85,2 % en 2018), une proportion sensiblement équivalente à celle de 1990 (85,6 %). La répartition détaillée en 2018 est la suivante : 
forêts (62 %), milieux à végétation arbustive et/ou herbacée (15,9 %), prairies (8,7 %), espaces ouverts, sans ou avec peu de végétation (7,4 %), zones agricoles hétérogènes (6,1 %).
L'évolution de l’occupation des sols de la commune et de ses infrastructures peut être observée sur les différentes représentations cartographiques du territoire : la carte de Cassini (XVIIIe siècle), la carte d'état-major (1820-1866) et les cartes ou photos aériennes de l'IGN pour la période actuelle (1950 à aujourd'hui).

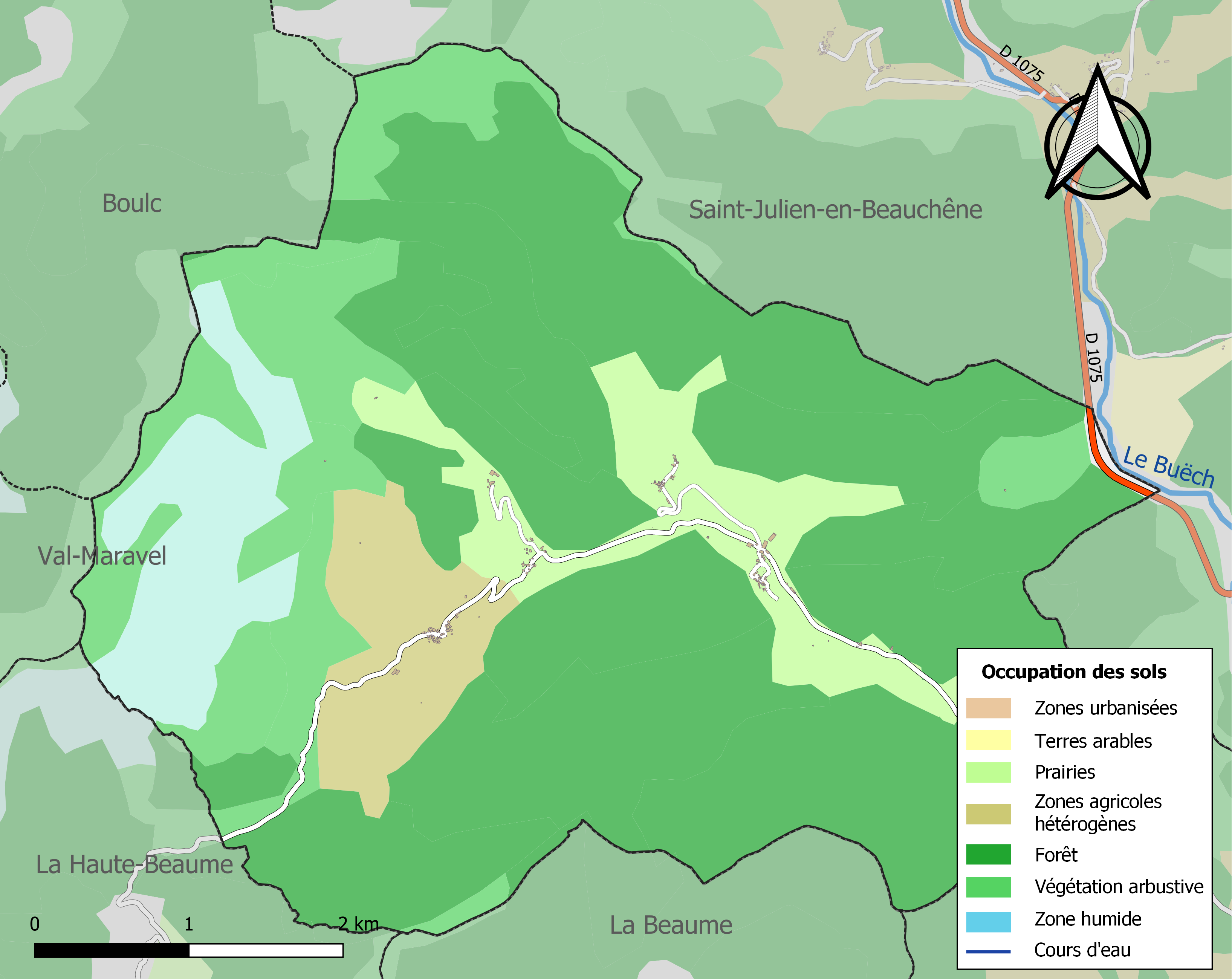
Carte de l'occupation des sols de la commune en 2018 (CLC).

## Politique et administration

### Administration municipale
Le conseil municipal de Montbrand est composé de sept élus. La mairie n'est ouverte au public que le jeudi après-midi.

### Liste des maires
| Période                                  | Période  | Identité        | Étiquette | Qualité                             |
| ---------------------------------------- | -------- | --------------- | --------- | ----------------------------------- |
| Les données manquantes sont à compléter. |          |                 |           |                                     |
| mars 2001                                | mai 2020 | Michel Truc     |           | Retraité agricole                   |
| mai 2020                                 | En cours | Dominique Truc, |           | Agriculteur sur grande exploitation |

### Rattachements administratifs et électoraux
La commune de Montbrand fait partie de l'arrondissement de Gap et de la première circonscription des Hautes-Alpes.

## Population et société

### Démographie
L'évolution du nombre d'habitants est connue à travers les recensements de la population effectués dans la commune depuis 1793. Pour les communes de moins de 10 000 habitants, une enquête de recensement portant sur toute la population est réalisée tous les cinq ans, les populations de référence des années intermédiaires étant quant à elles estimées par interpolation ou extrapolation. Pour la commune, le premier recensement exhaustif entrant dans le cadre du nouveau dispositif a été réalisé en 2006.

En 2022, la commune comptait 74 habitants, en évolution de +15,63 % par rapport à 2016 (Hautes-Alpes : +0,4 %, France hors Mayotte : +2,11 %).
| 1793 | 1800 | 1806 | 1821 | 1831 | 1836 | 1841 | 1846 | 1851 |
| ---- | ---- | ---- | ---- | ---- | ---- | ---- | ---- | ---- |
| 468  | 407  | 479  | 450  | 453  | 459  | 428  | 445  | 425  |

| 1856 | 1861 | 1866 | 1872 | 1876 | 1881 | 1886 | 1891 | 1896 |
| ---- | ---- | ---- | ---- | ---- | ---- | ---- | ---- | ---- |
| 393  | 400  | 366  | 370  | 367  | 360  | 334  | 317  | 274  |

| 1901 | 1906 | 1911 | 1921 | 1926 | 1931 | 1936 | 1946 | 1954 |
| ---- | ---- | ---- | ---- | ---- | ---- | ---- | ---- | ---- |
| 268  | 256  | 221  | 175  | 166  | 157  | 150  | 121  | 106  |

| 1962 | 1968 | 1975 | 1982 | 1990 | 1999 | 2006 | 2011 | 2016 |
| ---- | ---- | ---- | ---- | ---- | ---- | ---- | ---- | ---- |
| 85   | 61   | 57   | 48   | 49   | 64   | 53   | 67   | 64   |

| 2021 | 2022 | - | - | - | - | - | - | - |
| ---- | ---- | - | - | - | - | - | - | - |
| 69   | 74   | - | - | - | - | - | - | - |

### Enseignement
La commune de Montbrand dépend de l'académie d'Aix-Marseille, mais ne dispose pas d'établissements scolaires. Les écoles primaires les plus proches se trouvent à Lus-la-Croix-Haute et Aspres-sur-Buëch. Les collégiens poursuivent leurs études à Serres, puis au lycée de Veynes.

## Culture locale et patrimoine

### Lieux et monuments
- Église Saint-Georges de Montbrand.
- Chapelle Saint-Antoine de Creyers.
- Temple de Creyers.
- Lavoir du village.
- Lavoir du hameau Forest des Bayles.